# 794 (numero)
Settecentonovantaquattro (794) è il numero naturale dopo il 793 e prima del 795.

## Proprietà matematiche
- È un numero pari.
- È un numero composto, con 4 divisori: 1, 2, 397, 794. Poiché la somma dei suoi divisori (escluso il numero stesso) è 400 < 794, è un numero difettivo.
- È un numero semiprimo.
- È un numero omirpimes.
- È un numero nontotiente (per cui la equazione φ(x) = n non ha soluzione).
- È esprimibile come somma di 3 potenze: 794 = 42 + 72 + 93.
- È un numero odioso.
- È un numero intero privo di quadrati.
- È un numero palindromo e un numero ondulante nel sistema di numerazione posizionale a base 18 (282).
- È parte delle terne pitagoriche (456, 650, 794), (794, 157608, 157610).

## Astronomia
- 794 Irenaea è un asteroide della fascia principale del sistema solare.
- NGC 794 è un galassia lenticolare della costellazione dell'Ariete.
- IC 794 è una galassia nella costellazione della Vergine.

## Astronautica
- Cosmos 794 è un satellite artificiale russo.

## Altri ambiti
- La Route nationale 794 è una strada statale della Francia.